# فرودگاه خملنیتسکیی
فرودگاه خملنیتسکیی (به انگلیسی: Khmelnytskyi Airport) یک فرودگاه همگانی با کد یاتا HMJ است که یک باند فرود بتن دارد و طول باند آن ۲۲۲۰ متر است. این فرودگاه در شهر خملنیتسکیی، اوکراین کشور اوکراین قرار دارد و در ارتفاع ۳۵۱ متری از سطح دریا واقع شده است.